# Emw – Energie, Markt, Wettbewerb
Die emw – Energie. Markt. Wettbewerb. (Eigenschreibweise e|m|w) ist eine energiewirtschaftliche Fachzeitschrift, die sich an Entscheider aus dem oberen und mittleren Management von Energieversorgungsunternehmen richtet. Die Leserschaft setzt sich im Wesentlichen aus Fach- und Führungskräften bei Energieversorgern und Stadtwerken sowie bei Energiehandels-, Dienstleistungs-, Industrie- und IT-Unternehmen zusammen. Dabei liegt der Fokus auf Unternehmen aus der Stadtwerkelandschaft sowie auf Dienstleistern, die der Energiewirtschaft zuarbeiten. Mit dem Supplement emw.trends, dass im Wechsel mit der emw als PDF-Magazin erscheint, werden zudem Leser aus Start-ups aus dem energienahen Bereich angesprochen.

## Erscheinungsweise und Auflage
Die emw erscheint im zweimonatigen Turnus mit sechs Ausgaben pro Jahr als Printmagazin. Daneben wird die Zeitschrift als PDF sowie in einer App- und E-Paper-Fassung angeboten. Die Auflagenhöhe beträgt rund 3.000 Stück. Zwischen den einzelnen Printausgaben erscheint das Supplement emw.trends als reines Online-Magazin im PDF- und E-Paper-Format.

## Inhaltliche Ausrichtung und Leserschaft
Die emw greift im Wesentlichen Themen aus dem operativen Geschäft auf. In einem Titelblock wird jeweils ein branchenrelevantes Thema dezidiert aufgegriffen. Weitere Themen werden in den Rubriken "Erzeugung & Infrastruktur" (Strom- und Wärmeerzeugung, Telekommunikation, (Smart) Metering Strom- und Gasnetze sowie Speicher), "Commodities & Dienstleistungen" (Energiehandel, Rohstoff- und Energiebeschaffung, Marketing und Vertrieb, Produktgestaltung und Dienstleistungen für die Energiebranche) sowie "Organisation & Strategie" (Unternehmens- und Strategieentwicklung, interne Prozesse sowie Personalwesen und Human Resources) behandelt.